# Zef Bushati
Zef Bushati (ur. 11 października 1953 w Tiranie) – albański aktor i polityk.

## Życiorys
W 1976 ukończył studia na wydziale dramatycznym Instytutu Sztuk w Tiranie. Po studiach rozpoczął pracę aktora i reżysera w Teatrze Ludowym (alb. Teatri Popullor). W tym czasie prowadził wykłady dla studentów Instytutu Sztuk Pięknych.
Na dużym ekranie zadebiutował jeszcze w czasie studiów niewielką rolą w filmie Shtigje të luftes. Potem zagrał jeszcze w 6 filmach fabularnych.
W 1991 przestał występować na scenie i ekranie i zaangażował się w działalność polityczną. W latach 1991–1992 działał w Republikańskiej Partii Albanii, awansując na stanowisko wiceprzewodniczącego partii. Od 1993 związał się z Partią Chrześcijańsko-Demokratyczną (alb. Partia Demokristiane), którą kierował do 2000 r. W 2002 objął stanowisko ambasadora Albanii przy Stolicy Apostolskiej. Wrócił do Albanii w 2006 i ponownie zaangażował się w działalność partii chadeckiej, pracując jednocześnie w ministerstwie spraw zagranicznych. W latach 2009–2010 pełnił funkcję ambasadora Albanii we Włoszech i przy Stolicy Apostolskiej. W latach 2011–2013 pracował jako doradca w ministerstwie turystyki, kultury, młodzieży i sportu. 16 października 2014 został odznaczony Orderem Piusa IX.
W 2016 został uhonorowany tytułem doktora honoris causa przez Ruggero University na Florydzie.
Żonaty, ma dwoje dzieci.

## Role filmowe
- 1974: Ścieżki wojny jako kapitan amerykański
- 1977: Człowiek z armatą jako Włoch Agush
- 1981: Nasz towarzysz Tili jako Bujar
- 1986: Kiedy rozstajesz się z przyjaciółmi jako Berti
- 1987: Koszule nasycone woskiem jako Jano Gjermeni